# Elsbeth Montzheimer
Elsbeth Montzheimer (* 5. April 1858 in Berlin; † 10. September 1926 in Rahden, Westfalen) war eine deutsche Schriftstellerin.
Elsbeth Montzheimer, die auch unter dem Pseudonym „Erika Hellinger“ schrieb, veröffentlichte 1903 „Tropfen aus dem Märchenborn“ und 1923 (1926 nach ihrem Tode noch einmal aufgelegt) „Märchen“.
In den Kunstmärchen Das dankbare Heinzelmännchen, Der Erdbeerkönig, Springmännchen und Goldfasan, Die wilde Marinka, Stiefmütterchen und Die Harfe der Königin sprechen die handelnden Personen oft in Gedichtform.
Elsbeth Montzheimer wohnte u. a. in Arnstadt, Bückeburg, Bad Oeynhausen und Rahden (Westfalen).
Neu herausgegeben wurden die Märchen 2003 durch Harald Rösler im Verlag des Bundes für deutsche Schrift und Sprache. Sie erschienen, wie die Erstauflagen, in Fraktur.

## Werke
- Tropfen aus dem Märchenborn, 1903
- Märchen, 1923 (Neuauflagen 1926 (Volltext auf Wikisource) und 2003, ISBN 3-930540-21-5)